# Entoloma lucidum
Entoloma lucidum är en svampart som först beskrevs av Peter D. Orton, och fick sitt nu gällande namn av Meinhard (Michael) Moser 1978. Entoloma lucidum ingår i släktet Entoloma och familjen Entolomataceae.  Artens status i Sverige är: Ej påträffad. Inga underarter finns listade i Catalogue of Life.